# Alois Sítek
Alois Sítek (11. září 1903 Orlová – 12. června 1993 Spojené království) byl český generál, důstojník československé armády v zahraničí v období druhé světové války.

## Život

### Před druhou světovou válkou
Alois Sítek se narodil 11. září 1903 v Orlové v rodině Aloise Sítka a Františky, rozené Rygiel-Novákové. Vychodil obecnou školu, vystudoval šest tříd na českém reálném gymnáziu v rodném městě, sedmý ročník ukončil v roce 1921 na reálné škole, poté nastoupil prezenční vojenskou službu. Rozhodl se pro vojenskou službu z povolání a v roce 1923 ukončil studium na Vojenské akademii v Hranicích a v roce 1926 aplikační školu při dělostřeleckém učilišti v Olomouci. Následovaly různé velitelské funkce u baterií dělostřeleckého pluku 6 a další zdokonalovací kurzy, nakoukl i k letectvu a získal jmenování dělostřeleckým polním pozorovatelem - letcem. V roce 1930 uzavřel manželství s Marií Mlejnkovou, manželům se narodila dcera Vanda, v roce 1938 bylo rozvedeno. V dubnu 1936 byl převelen k automobilnímu praporu 2. Během všeobecné mobilizace na podzim 1938 sloužil na pozici velitele automobilní roty. Dosáhl hodnosti štábního kapitána.

### Druhá světová válka

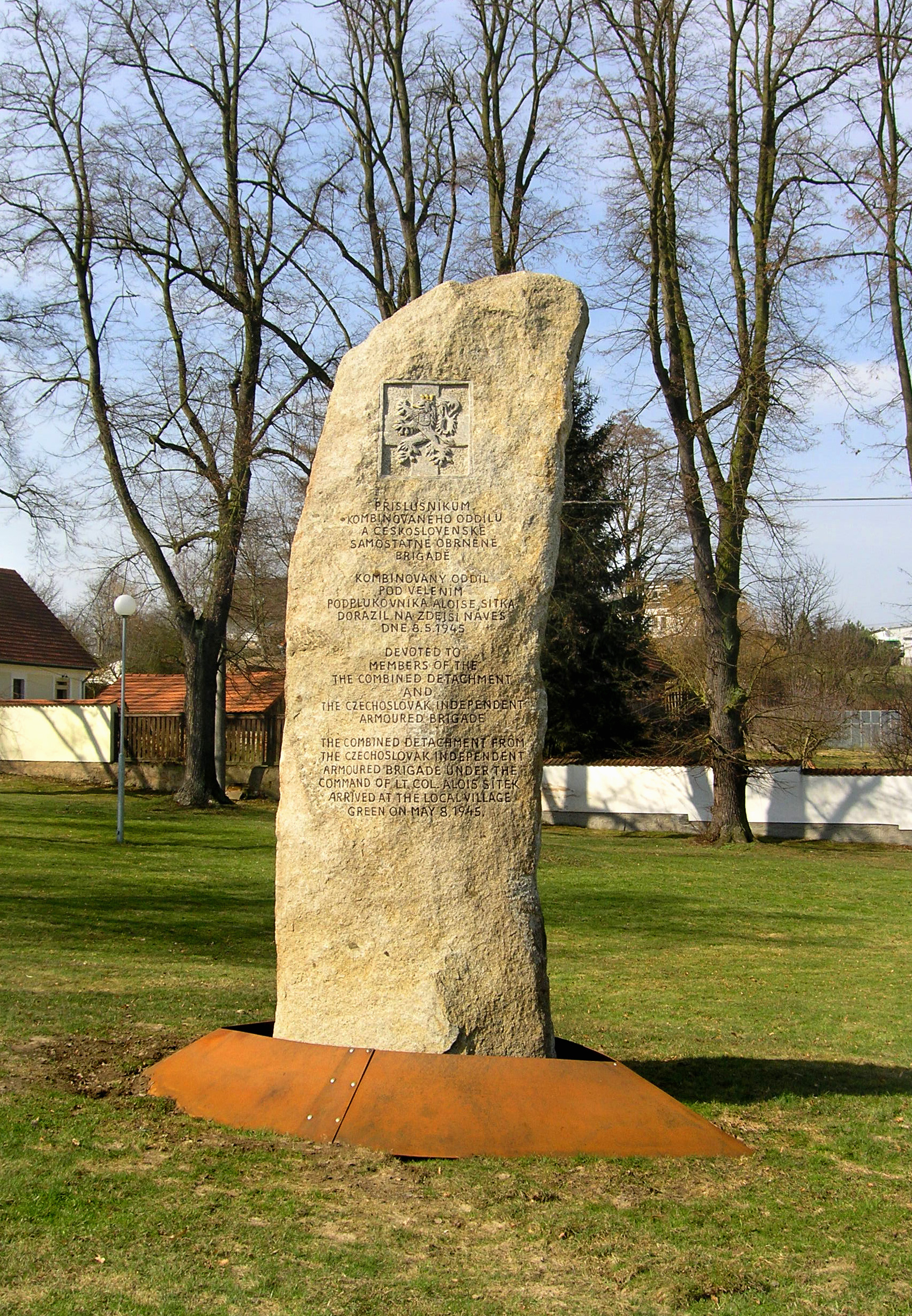
Památník osvobození v obci Kyšice

Po německé okupaci a zrušení Československé armády prováděl v červenci 1939 likvidaci automobilní roty 6, dne 20. srpna téhož roku ilegálně opustil Protektorát Čechy a Morava a již následující den se hlásil u vznikající československé zahraniční jednotky v Krakově. Z Polska odletěl 2. září do Francie, kde byl 6. září ustanoven velitelem vojenské kanceláře pro odvody v Paříži. K 1. říjnu se přesunul do Agde a 20. ledna 1940 byl pověřen velením 1. baterie, souběžně se stal zástupcem velitele I. oddílu. Na jaře téhož roku byl ustanoven na post velitele protitankové baterie. Po pádu Francie se v červnu 1940 evakuoval do Velké Británie, v Cholmodeley se následně stal zpravodajským důstojníkem československého dělostřeleckého pluku 1, poté prošel dalšími velitelskými funkcemi, jejichž významnost ale byla poznamenána přebytkem důstojnického sboru. Absolvoval též další zdokonalovací kurzy a školu pro vyšší velitele v Oxfordu. V roce 1944 byl ustanoven velitelem jednoho z úseků obléhacího perimetru Československé samostatné obrněné brigády u Dunkerque, v listopadu téhož roku byl raněn. Ke 20. dubnu 1945 byl určen velitelem kombinovaného oddílu o síle 139 mužů, který měl za úkol postupovat po boku 3. americké armády na území okupovaného Československa, hranici jednotka překročila 1. května u Chebu. Ve dnech 7. a 8. května se marně dožadoval souhlasu s překročením demarkační čáry a možností pomoci Pražskému povstání. Konec války zastihl jeho jednotku v Kyšicích. Dosáhl hodnosti majora.

### Po druhé světové válce
V červnu 1945 byl Alois Sítek umístěn na hlavní štáb Československé armády do oddělení pro styk se spojeneckými armádami. Mezi říjnem 1945 a červencem 1947 studoval na Vysoké škole válečné v Praze, kde poté vyučoval taktiku výsadkových jednotek. Dne 1. září 1948 byl ustanoven náčelníkem stolice výsadkového vojska na Vysoké škole válečné. Dosáhl hodnosti plukovníka. K 1. dubnu 1949 byl komunistickou mocí odeslán na zvláštní dovolenou a Alois Sítek raději podruhé opustil republiku, usadil se ve Velké Británii, jejímž občanem se v roce 1953 stal. V Československu mu mezitím v roce 1949 byla odňata hodnost, která mu byla navrácena po rehabilitaci v roce 1991. Ke dni 8. září 1993 byl dekretem prezidenta republiky in memoriam povýšen do hodnosti generálmajora poté, co 12. června téhož roku zesnul ve Velké Británii. Pohřben je na hřbitově v Brookwoodu.

## Vyznamenání
- Československý válečný kříž 1939
- Československá medaile Za chrabrost před nepřítelem
- 1944 Československá medaile za zásluhy I. stupně
- 1944 Pamětní medaile československé armády v zahraničí
- Medaile za vítězství nad Německem ve Velké vlastenecké válce 1941–1945
- Řád čestné legie IV. třídy
- 1945 Řád za vynikající službu
- 1945 Croix de guerre
- Hvězda 1939–1945
- Hvězda za Francii a Německo
- Britská medaile Za obranu
- 1992 Řád Milana Rastislava Štefánika IV. třídy